# Catocala atarah
Catocala atarah là một loài bướm đêm trong họ Erebidae.